# Eclipse lunar

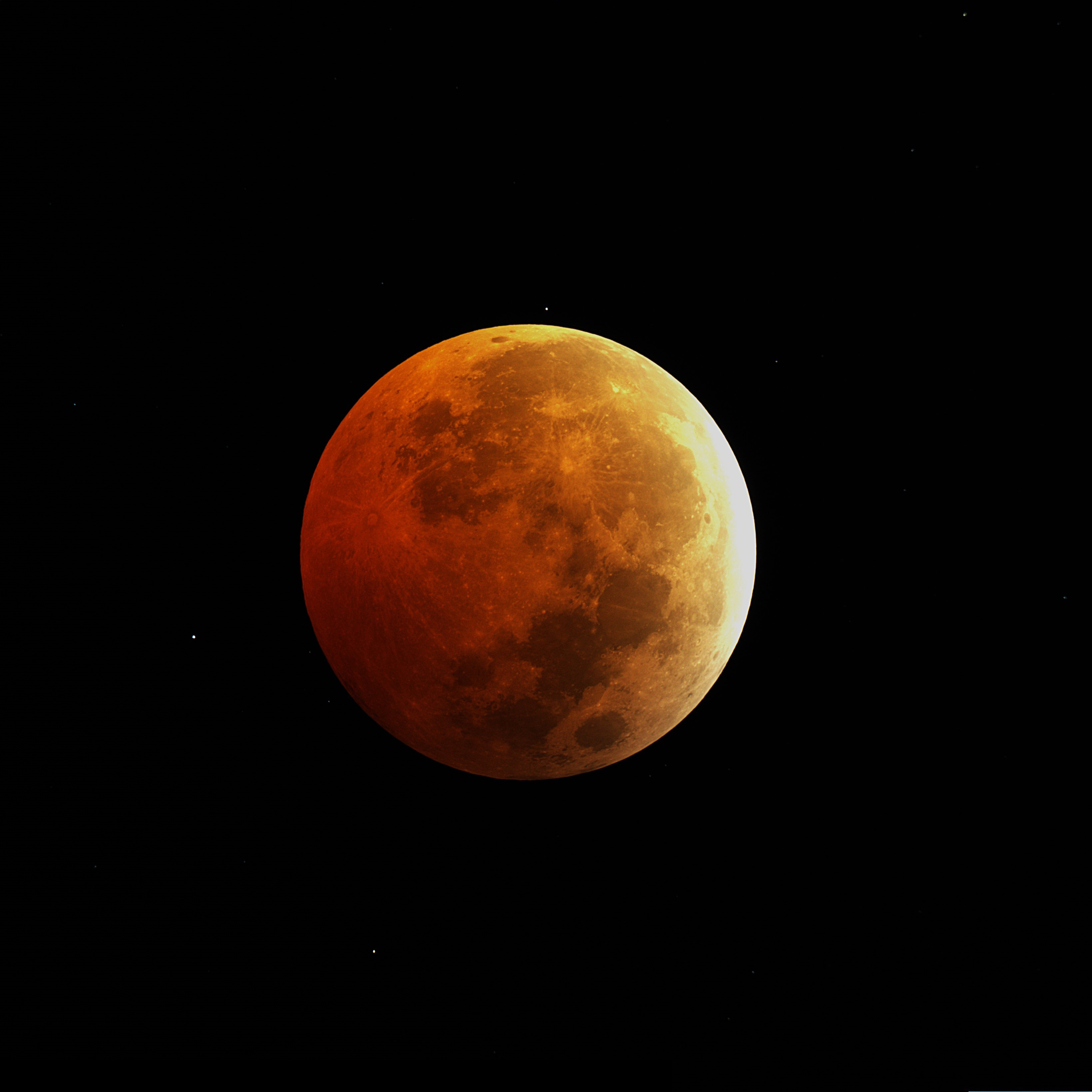
Eclipse lunar total del 14 de marzo de 2025, desde Mar del Plata (Argentina). La imagen en alta resolución muestra el particular tono rojizo, debido a la sombra de la atmósfera terrestre proyectada en la luna.

Timelapse del eclipse lunar del 3 de marzo de 2007 desde España.

Un eclipse lunar(del latín eclipsis y este del griego antiguo Εκλείψις) es un evento astronómico que sucede cuando la Tierra se interpone entre el Sol y la Luna, generando un cono de sombra que oscurece a la Luna. Para que suceda un eclipse, los tres cuerpos celestes, la Tierra, la Luna y el sol; deben estar exactamente alineados o muy cerca de estarlo, de tal modo que la Tierra bloquee los rayos solares que llegan al satélite, por eso los eclipses lunares solo pueden ocurrir en la fase de luna llena.
Los eclipses lunares se clasifican en parciales (solo una parte de la Luna es ocultada), totales (toda la superficie lunar entra en el cono de sombra terrestre) y penumbrales (la Luna entra en el cono de penumbra de la Tierra). La duración y el tipo de eclipse depende de la localización de la Luna respecto de sus nodos orbitales.
A diferencia de los eclipses solares, que solo son visibles desde una parte relativamente pequeña de la Tierra y tienen una duración de unos pocos minutos, los eclipses lunares pueden ser observados desde cualquier lugar del mundo donde sea de noche. Además, un eclipse lunar se extiende a lo largo de varias horas mientras la sombra de la Tierra se desplaza sobre la superficie de la Luna.

## Sombra y penumbra en los eclipses Lunares

Diagrama de un eclipse lunar.

El Sol posee un diámetro ecuatorial 109 veces mayor al de la Tierra, por lo cual esta proyecta un cono de sombra convergente y un cono de penumbra divergente. Los eclipses se producen porque la Luna, que se encuentra a unos 384 000 km de la Tierra, entra en el cono de sombra terrestre, de largo mucho mayor —1 384 584 km—. A la distancia que se encuentra la Luna de la Tierra, el cono de sombra tiene un diámetro de 9200 km, mientras que el diámetro de la Luna es de 3476 km. Esta gran diferencia provoca que dentro del cono de sombra entre 2,65 veces la Luna, y en consecuencia, los eclipses permanezcan en su fase total durante un tiempo prolongado.
Para un observador que estuviera situado sobre la superficie de la Luna, un eclipse penumbral sería un eclipse parcial de Sol. Análogamente, si el observador se encontrara dentro del cono de sombra de la Tierra, no podría ver a la estrella, de modo que para él se estaría produciendo un eclipse total de Sol.

### Colores del eclipse

Eclipse lunar de julio de 2018 en Polonia en el que se muestra el borde de la sombra umbral azul debido a la capa de ozono.

La atmósfera terrestre tiene una influencia vital en los eclipses. Si la atmósfera no existiese, en cada eclipse total de Luna esta desaparecería completamente (cosa que sabemos que no ocurre). La Luna totalmente eclipsada adquiere un color rojizo característico debido a la dispersión de la luz refractada por la atmósfera de la Tierra. El mismo fenómeno hace que el cielo se vuelva rojo durante el amanecer y atardecer (ver Dispersión de Rayleigh). Para medir el grado de oscurecimiento de los eclipses lunares se emplea la escala de Danjon. La luz que atraviesa la parte superior de la estratosfera penetra la capa de ozono, que absorbe la luz roja tornándose de un color azul y queda refractada en el borde del eclipse. La medición del borde azulado sirve para calcular el tamaño de la capa de ozono.

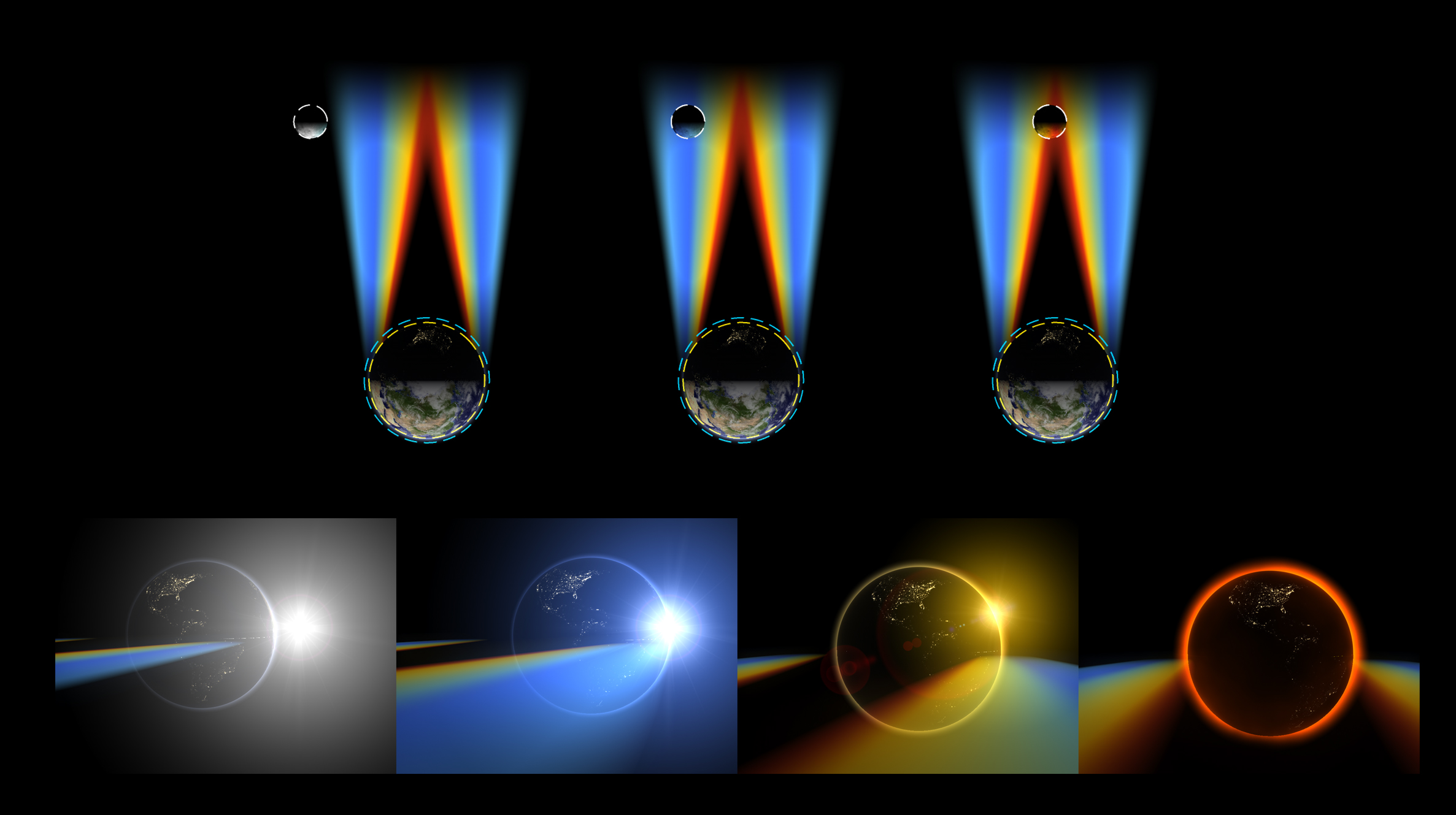
Esquema que muestra la variación de los tonos de colores durante todo un eclipse desde la Luna.

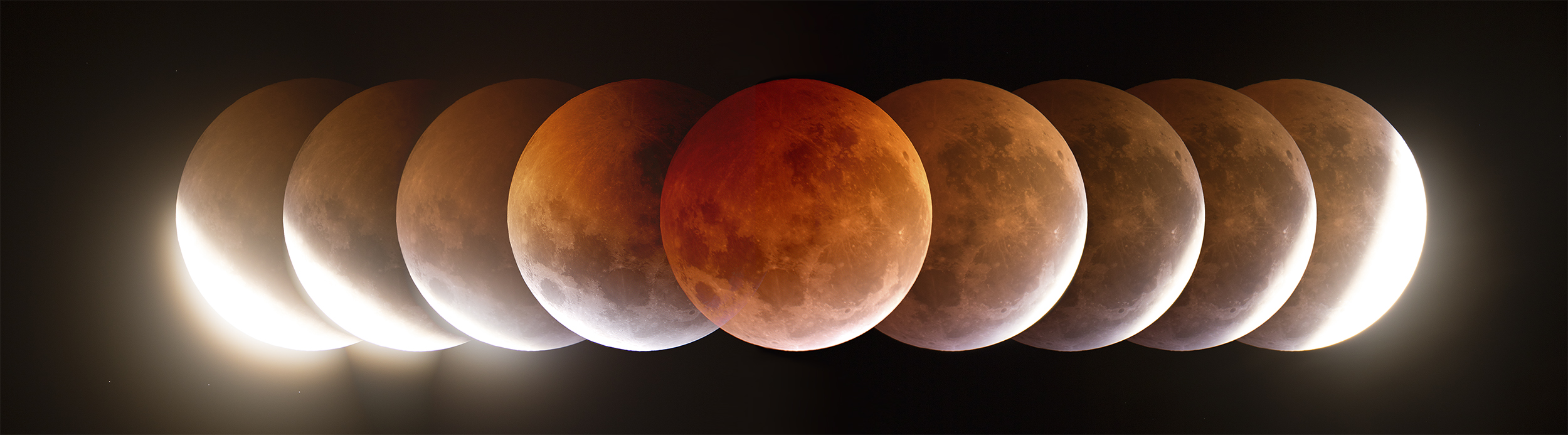
Secuencia de fotografías del eclipse lunar total del 21 de enero de 2019. Santiago de Chile. El detalle muestra el paso del cono de sombra terrestre cubrir paulatinamente el disco lunar. El autor utilizó un telescopio refractor de tipo apocromático y cámara réflex.

## Clasificación de los eclipses lunares

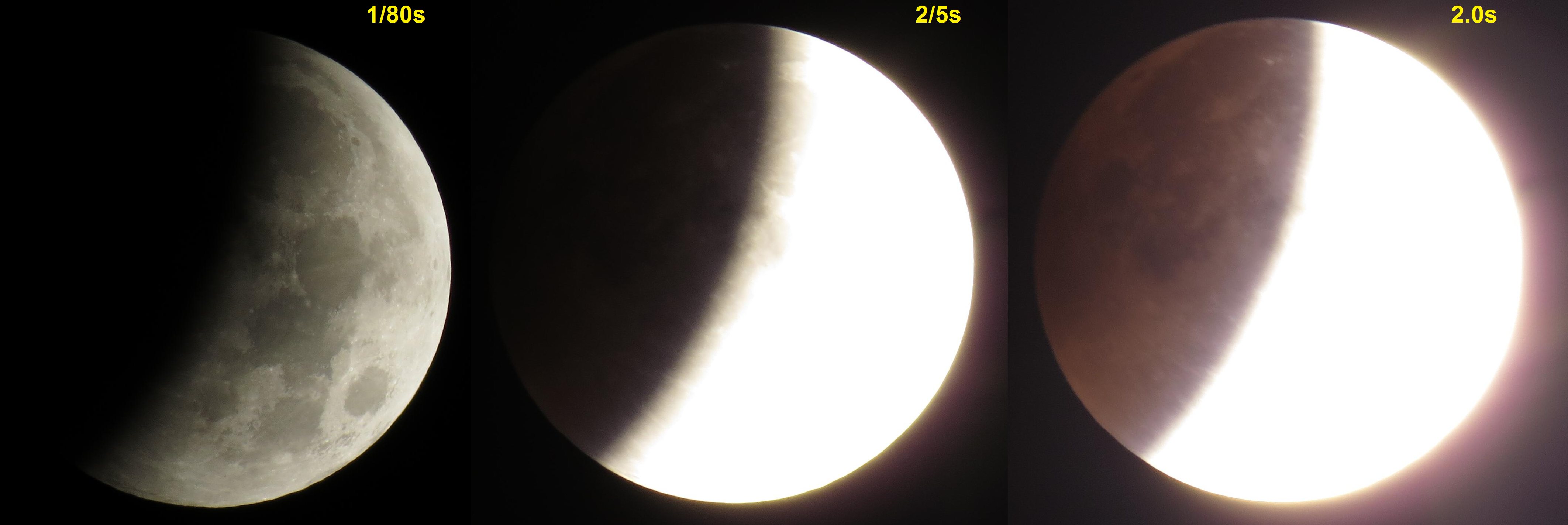
En un eclipse lunar, la Luna a menudo pasa a través de dos regiones de la sombra de la Tierra: una penumbra exterior, donde la luz solar directa se atenúa, y una umbra interior, donde la luz solar indirecta y mucho más tenue refractada por la atmósfera de la Tierra brilla sobre la Luna, dejando un color rojizo. Esto se puede ver en diferentes exposiciones de un eclipse lunar parcial, por ejemplo aquí con exposiciones de 1/80, 2/5 y 2 segundos.

La sombra de la Tierra se proyecta en dos partes: la umbra y la penumbra. En la umbra, no existe radiación solar directa. Sin embargo, debido al mayor tamaño angular del Sol, la radiación solar es bloqueada solo parcialmente en la porción exterior de la sombra terrestre, que recibe el nombre de penumbra. De este modo, debido a las distintas sombras, los eclipses se clasifican en:

### Eclipse penumbral
Un eclipse penumbral (o apulso) ocurre cuando la Luna pasa a través de la penumbra terrestre. La penumbra ocasiona un sutil oscurecimiento en la superficie lunar. Si solo una pequeña parte de la Luna entra en la región penumbral, el eclipse resultante es de muy difícil observación a simple vista y se denomina eclipse penumbral parcial. Un tipo especial de eclipse penumbral es el eclipse penumbral total en el cual la Luna entra totalmente en la penumbra, sin pasar por la umbra. Este último caso de eclipse penumbral es muy infrecuente (unos tres por siglo) debido a que el ancho de la zona penumbral (la diferencia entre el diámetro interno y el límite externo) es solo ligeramente más grande que el diámetro de la Luna.

### Eclipse parcial
Un eclipse parcial ocurre cuando solo una parte de la Luna entra en la umbra. Cuando la Luna penetra parcialmente en la umbra de la Tierra, se conoce como eclipse lunar parcial, mientras que un eclipse lunar total ocurre cuando la Luna entera ingresa en la umbra del planeta. La velocidad orbital media de la Luna es de aproximadamente 1,03 km/s (3700 km/h), un poco más que su diámetro por hora, por lo que la totalidad puede durar hasta casi 107 minutos. Sin embargo, el tiempo total entre el primero y el último contacto del limbo de la Luna con la sombra de la Tierra es mucho mayor y podría durar hasta 236 minutos.

### Eclipse total
Un eclipse total sucede cuando la Luna entra completamente en la zona umbral. Justo antes de la entrada completa, el brillo de la extremidad lunar (el borde curvo de la Luna que aún recibe la luz solar directa) hará que el resto de la Luna parezca comparativamente oscuro. En el momento en que la Luna entre en un eclipse completo, toda la superficie se volverá más o menos uniformemente brillante. Más tarde, cuando la luz solar incida sobre el limbo opuesto de la Luna, todo el disco volverá a oscurecerse. Esto se debe a que, visto desde la Tierra, el brillo de un limbo lunar es generalmente mayor que el del resto de la superficie debido a los reflejos de las muchas irregularidades de la superficie dentro del limbo: la luz solar que golpea estas irregularidades siempre se refleja en cantidades mayores que golpean más las partes centrales, y es por eso que los bordes de las lunas llenas generalmente parecen más brillantes que el resto de la superficie lunar. Esto es similar al efecto de la tela de terciopelo sobre una superficie curva convexa que, para un observador, aparecerá más oscura en el centro de la curva. Será cierto para cualquier cuerpo planetario con poca o ninguna atmósfera y una superficie irregular con cráteres (por ejemplo, Mercurio) cuando se ve frente al Sol.

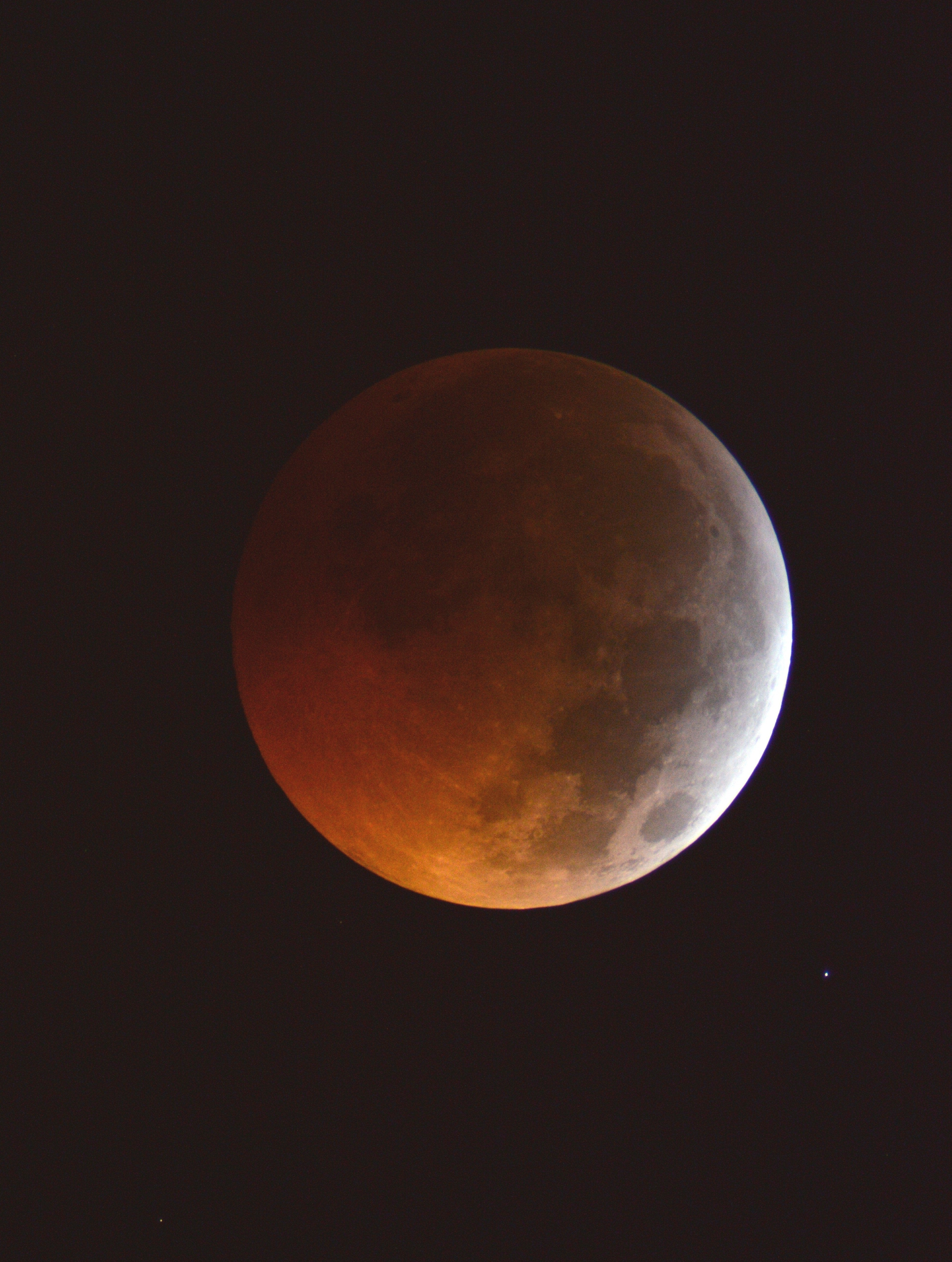
Eclipse total de luna, fotografiado desde Mar del Plata, Argentina.
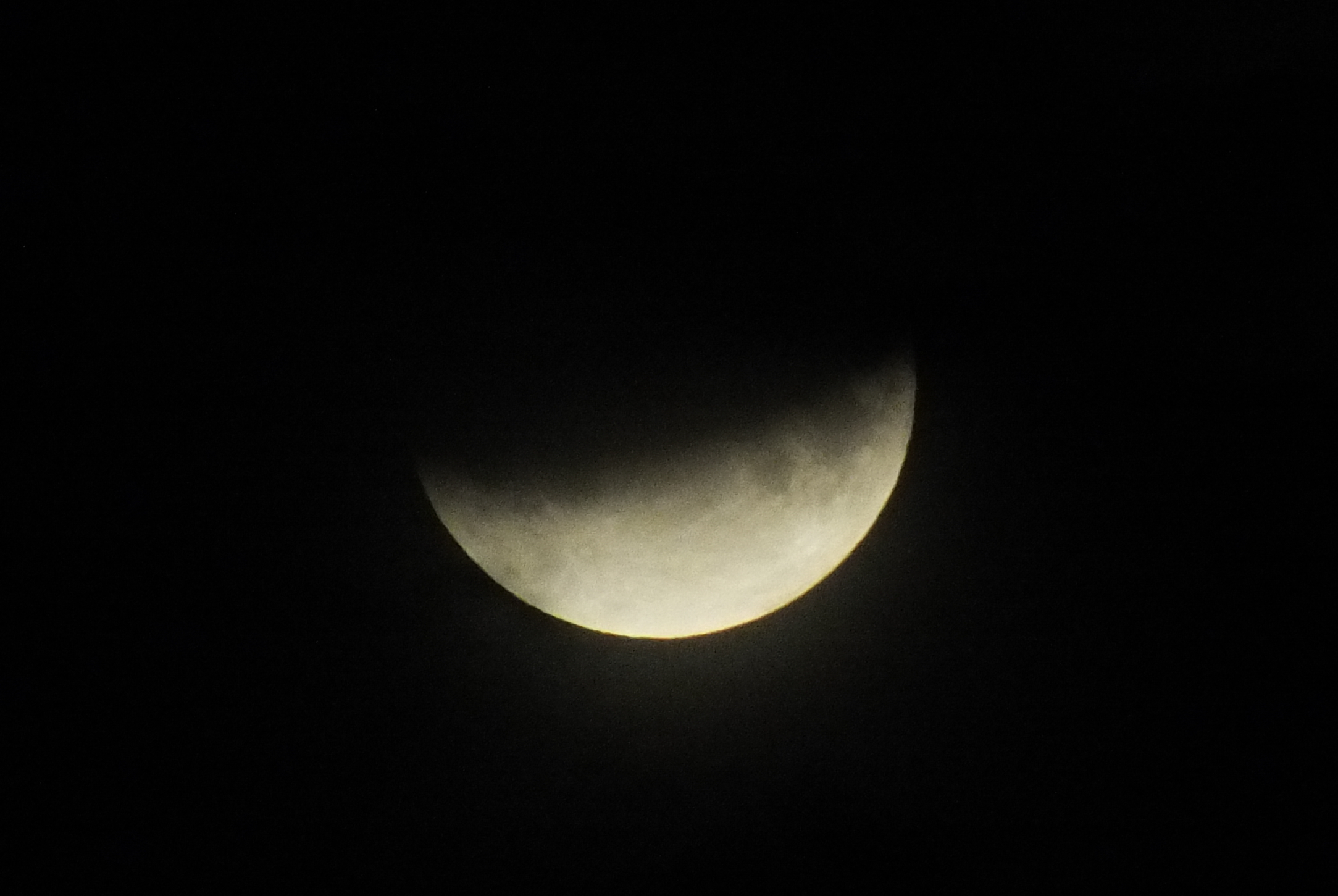
Eclipse parcial de luna, fotografiado desde Moscú, Rusia.
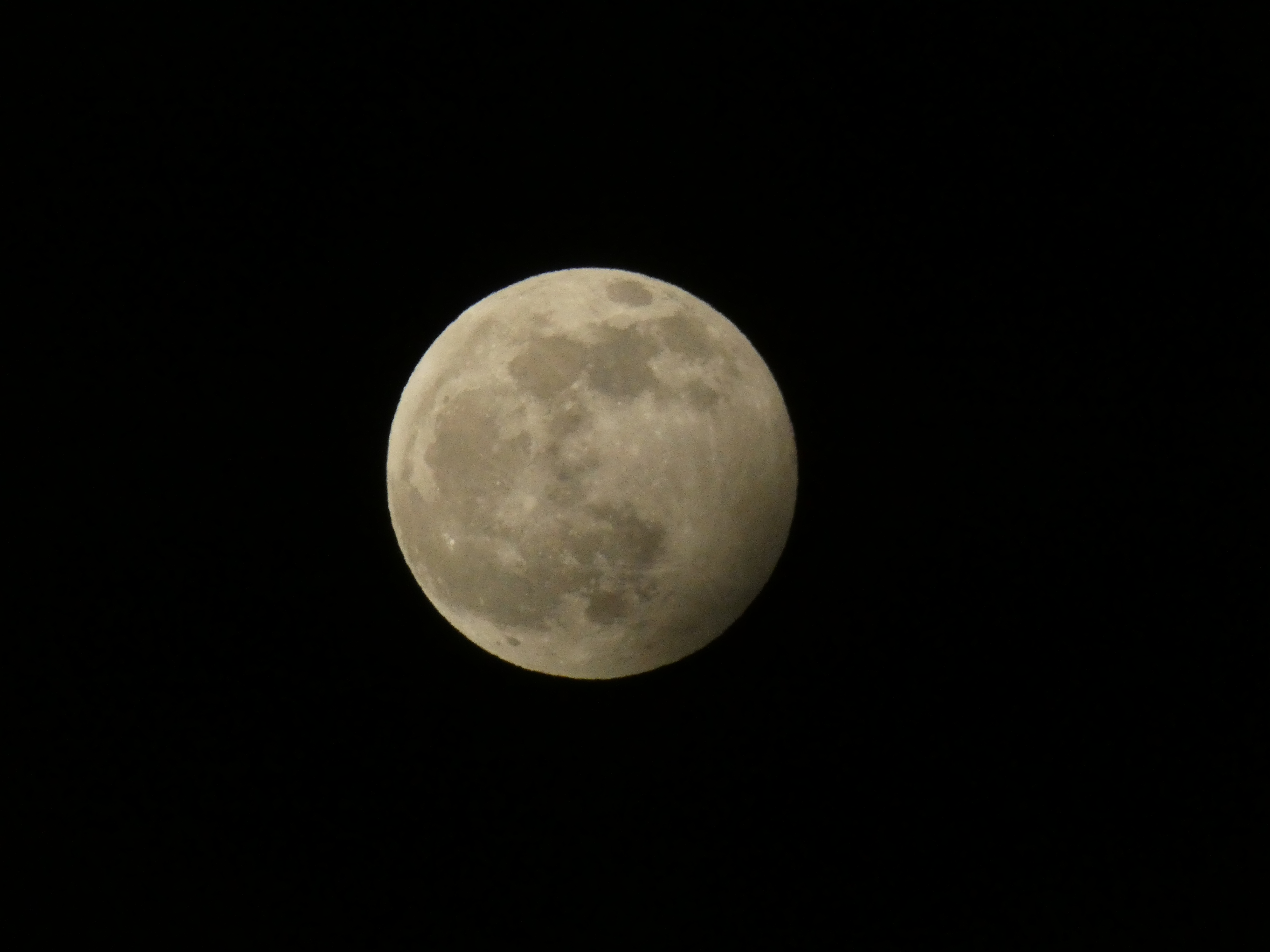
Eclipse penumbral de luna, fotografiado desde Pamplona, España.

### Otros tipos de eclipses

#### Eclipse lunar central
El eclipse lunar central es un eclipse lunar total durante el cual la Luna pasa por el centro de la sombra de la Tierra, contactando el punto antisolar. Este tipo de eclipse lunar es relativamente raro.
La distancia relativa de la Luna a la Tierra en el momento de un eclipse puede afectar la duración del eclipse. En particular, cuando la Luna está cerca del apogeo, el punto más alejado de la Tierra en su órbita, su velocidad orbital es la más lenta. El diámetro de la umbra de la Tierra no disminuye apreciablemente dentro de los cambios en la distancia orbital de la Luna. Así, la concurrencia de una Luna totalmente eclipsada cerca del apogeo alargará la duración de la totalidad.

#### Selenelion

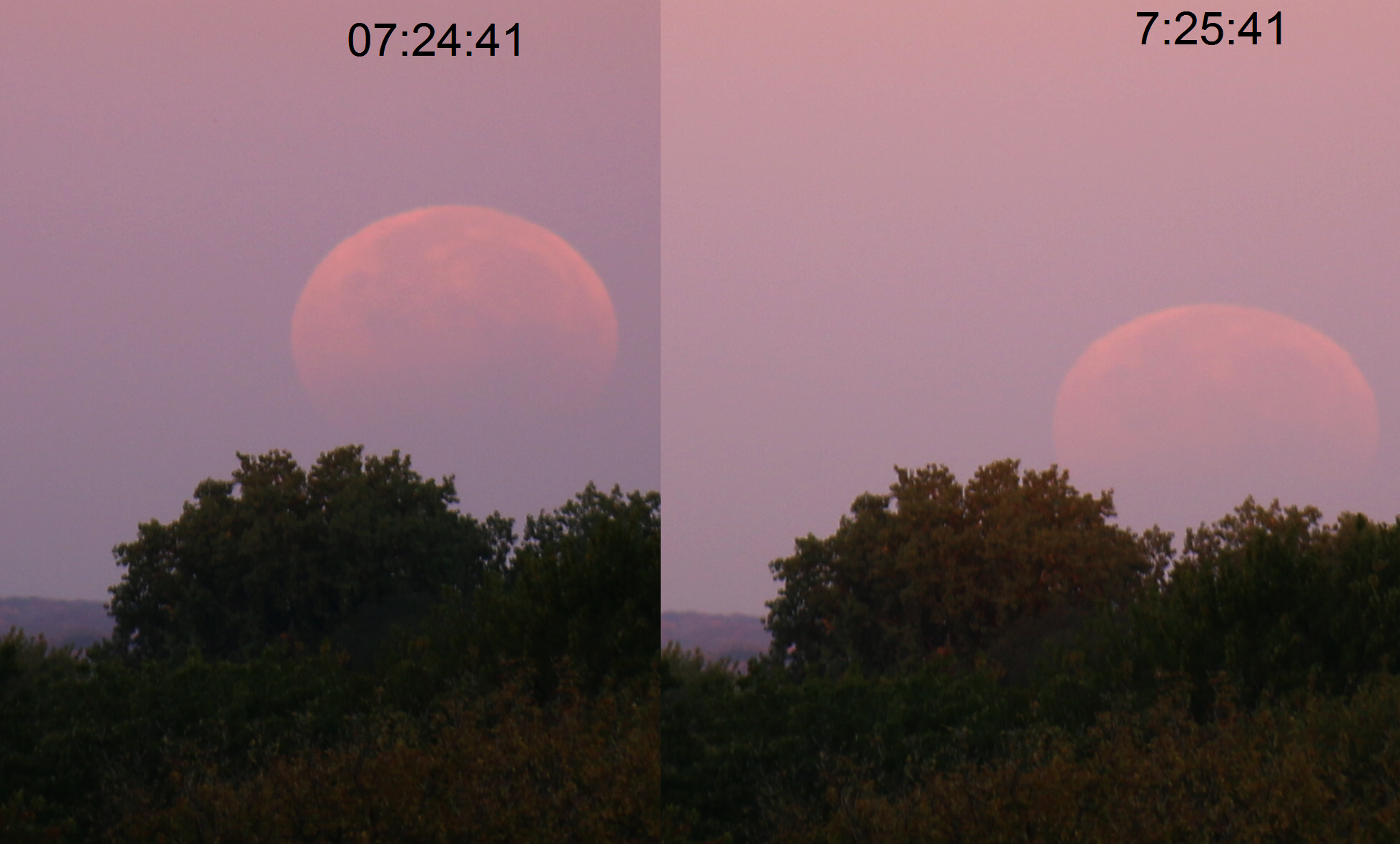
Eclipse lunar selenelion de octubre de 2014 durante el amanecer en Mineápolis.

La refracción atmosférica hace que la altura aparente (S') de un cuerpo celeste se eleve más de su verdadera posición astronómica (S).

Un selenelion, también llamado eclipse horizontal, ocurre donde y cuando tanto el Sol como la Luna eclipsada (total o parciamente) se pueden observar al mismo tiempo. El evento solo se puede observar justo antes del atardecer o justo después del amanecer, cuando ambos cuerpos aparecerán justo sobre horizontes opuestos en puntos casi opuestos del cielo.

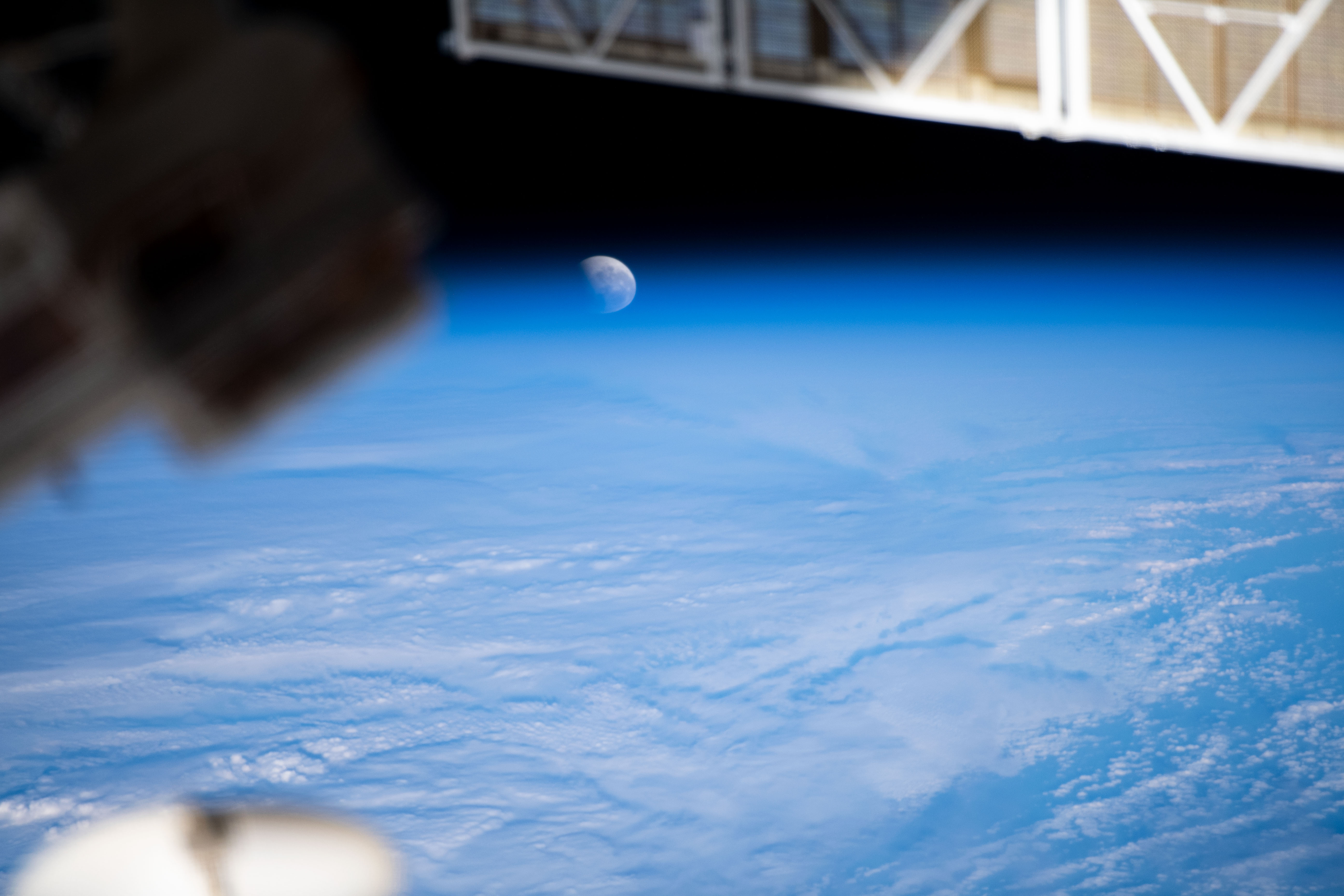
La Luna fotografiada durante un eclipse lunar de mayo de 2021, y en intersección con el horizonte de la Tierra, se ve desde la Estación Espacial Internacional durante un recorrido orbital de noroeste a sureste a 263 millas (423 kilómetros) sobre el Océano Pacífico. El disco lunar presenta una deformación debido a la refracción atmosférica.

Un selenelion ocurre durante cada eclipse lunar total: es una experiencia del observador, no de un evento planetario separado del eclipse lunar en sí. Por lo general, los observadores en la Tierra ubicados en las crestas de las altas montañas que experimentan un falso amanecer o falso atardecer en el mismo momento de un eclipse lunar total podrá experimentarlo. Aunque durante el selenelion la Luna está completamente dentro de la umbra de la Tierra, tanto ella como el Sol pueden observarse en el cielo porque la refracción atmosférica hace que cada cuerpo parezca más alto en el cielo que su verdadera posición planetaria geométrica (alrededor de 0,5°).

## Duración y contactos
La duración de un eclipse lunar está determinada por sus contactos, que son las etapas clave del fenómeno. En un eclipse total, los contactos medidos son:
| Diagrama de contactos en un eclipse total. | - P1 (Primer contacto): Comienzo del eclipse penumbral. La Luna toca el límite exterior de la penumbra terrestre. |
| Diagrama de contactos en un eclipse total. | - U1 (Segundo contacto): Comienzo del eclipse parcial. La Luna toca el límite exterior de la umbra terrestre. |
| Diagrama de contactos en un eclipse total. | - U2 (Tercer contacto): Comienzo del eclipse total. La superficie lunar entra completamente dentro de la umbra terrestre. - Máximo del eclipse: Etapa de mayor ocultación del eclipse. La Luna está en su punto más cercano al centro de la umbra terrestre. - U3 (Cuarto contacto): Fin del eclipse total. El punto más externo de la Luna sale de la umbra terrestre. |
| Diagrama de contactos en un eclipse total. | - U4 (Quinto contacto): Fin del eclipse parcial. La umbra terrestre abandona la superficie lunar. |
| Diagrama de contactos en un eclipse total. | - P2 o P4 (Sexto contacto): Fin del eclipse penumbral. La Luna escapa completamente de la sombra terrestre. |

Lógicamente, los siete valores solo aparecen en los eclipses totales; en un eclipse parcial, U2 y U3 no se presentarán; en un eclipse penumbral, U1, U2, U3 y U4 no serán medidos.
La mayor duración posible de un eclipse, es decir, la mayor diferencia entre P1 y P2, es de aproximadamente 6 horas. En este eclipse, el centro de la Luna coincidiría exactamente con el centro de la umbra terrestre (eclipse total-central). A su vez, este eclipse podría permanecer en su fase total durante casi 107 minutos.
La distancia entre la Luna y la Tierra varía constantemente debido a la ligera excentricidad de la órbita lunar. La distancia máxima que puede separar ambos cuerpos celestes se denomina apogeo, y es de 406 700 km. La distancia mínima posible es de 356 400 km, denominada perigeo. La distancia que separa la Luna y la Tierra existente durante el eclipse afecta la duración del mismo. Cuando la Luna se encuentra cerca de su apogeo, su velocidad orbital es la menor posible. El diámetro de la umbra no decrece apreciablemente entre en perigeo y apogeo, ya que los límites de la umbra son casi paralelos entre sí (esto se debe a la enorme distancia que separa a la Tierra del Sol). Por lo tanto el eclipse más duradero posible será aquel que ocurra durante el apogeo.

## Escala de Danjon

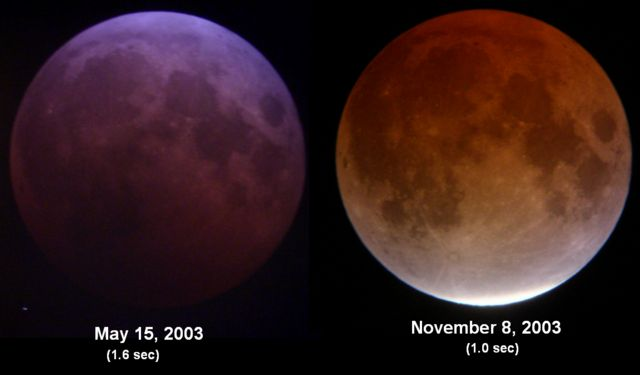
Dos eclipses lunares totales en 2003. Sus calificaciones en la escala de Danjon serían aproximadamente 2 (izquierda) y 4 (derecha).

Es una escala relativa diseñada por André-Louis Danjon entre los años 1925 y 1950 para medir el oscurecimiento de la superficie lunar en los eclipses.
La Tierra bloquea toda la radiación solar directa que llega a la Luna, oscureciéndola. Sin embargo, las partículas en suspensión presentes en la atmósfera refractan parte de la luz solar, en el espectro del rojo. Es el mismo fenómeno que ocurre el alba y el ocaso, en los cuales el cielo toma un tono anaranjado-rojizo debido a la incidencia casi horizontal de los rayos solares. La Luna recibe esta radiación, lo que provoca que tome un color desde amarillo claro hasta rojo parduzco, que depende de factores medioambientales terrestres (nubes, polvo en suspensión, erupciones volcánicas) y físicos (distancia entre la Luna y el centro de la umbra).
El grado de oscurecimiento en la escala de Danjon es representado con la letra "L", que adquiere cinco valores, del 0 al 4. Cada valor es definido de la siguiente manera:
- L=0: Muy oscuros, Luna casi invisible en el momento máximo del eclipse.
- L=1: Grises oscuros o parduscos, pocos detalles visibles.
- L=2: Rojizos o rojos parduscos con área central más oscura, regiones externas muy brillantes.
- L=3: Rojo ladrillo, frecuentemente con un margen amarillento.
- L=4: Anaranjado o cobrizo, muy brillante, a veces con un margen azulado.

La determinación del valor de L se debe realizar en el máximo del eclipse, siendo la escala completamente subjetiva. Diferentes observadores obtendrán diferentes valores, e incluso cada parte de la Luna obtendrá diferentes valores de L, dependiendo de su distancia con respecto al centro de la umbra.

## Magnitud de un eclipse lunar
{\displaystyle F={\frac {DC}{2r}}={\frac {DB+BC}{2r}}={\frac {r+S-d}{2r}}}
La magnitud o fase de un eclipse lunar es la fracción del diámetro oculto por la sombra de la Tierra respecto al diámetro total de la Luna. Esta definición se extiende hasta un eclipse total. El efecto de un eclipse lunar es bastante similar, con algunas diferencias: 
En primer lugar, el cuerpo eclipsado es la Luna y el 'cuerpo' eclipsante es la sombra de la Tierra.
En segundo lugar, dado que el tamaño de la sombra es mucho mayor que el diámetro lunar, un eclipse lunar nunca puede ser anular, sino que siempre es parcial o total. Luego la magnitud de un eclipse total siempre es mayor o igual que 1, y ello da idea de lo metida que está la Luna en el cono de la sombra de la Tierra.
En tercer lugar, la sombra de la Tierra tiene dos componentes: la umbra oscura y la penumbra. Un eclipse lunar tendrá dos magnitudes geométricas: la magnitud umbral y la magnitud penumbral. Si los tres cuerpos no están lo suficientemente alineados, la Luna no llega a la umbra de la Tierra; sin embargo, aún puede pasar a través de la penumbra de la Tierra, y tal eclipse se llama eclipse penumbral. En esos casos, la magnitud umbral siempre es menor de 0.

## Cálculo del tamaño de la sombra de la Luna
El tamaño de la sombra (S) también puede expresarse en función de la paralaje lunar (Pl), paralaje solar (Ps), y del semidiámetro solar (Ss). Se cumple que el tamaño de la sombra es:
S = Pl + Ps – Ss
El tamaño de la penumbra, a la distancia que viaja la Luna, es:
P = Pl + Ps + Ss + Pl/Sl

## Ocurrencia y sucesos

A medida que la Tierra gira alrededor del Sol, el paralelismo axial aproximado del plano orbital de la Luna (inclinado cinco grados con respecto al plano orbital de la Tierra) da como resultado la revolución de los nodos lunares en relación con la Tierra. Esto provoca una temporada de eclipses aproximadamente cada seis meses, en la que puede ocurrir un eclipse solar en la fase de luna nueva y un eclipse lunar en la fase de luna llena.

Al menos dos eclipses lunares y hasta cinco ocurren cada año, aunque los eclipses lunares totales son significativamente menos comunes. Si se conoce la fecha y hora de un eclipse, los próximos eclipses son predecibles utilizando un ciclo de eclipse, como los saros. Los eclipses ocurren sólo durante una estación de eclipses, cuando el Sol parece pasar cerca de cualquiera de los nodos de la órbita de la Luna.

### Listado de eclipses
| Eclipses de Luna entre 2004 y 2030 | Eclipses de Luna entre 2004 y 2030 | Eclipses de Luna entre 2004 y 2030 | Eclipses de Luna entre 2004 y 2030 | Eclipses de Luna entre 2004 y 2030 | Eclipses de Luna entre 2004 y 2030 | Eclipses de Luna entre 2004 y 2030 | Eclipses de Luna entre 2004 y 2030 | Eclipses de Luna entre 2004 y 2030 | Eclipses de Luna entre 2004 y 2030 | Eclipses de Luna entre 2004 y 2030 | Eclipses de Luna entre 2004 y 2030 | Eclipses de Luna entre 2004 y 2030 | Eclipses de Luna entre 2004 y 2030 | Eclipses de Luna entre 2004 y 2030 | Eclipses de Luna entre 2004 y 2030 | Eclipses de Luna entre 2004 y 2030 | Eclipses de Luna entre 2004 y 2030 | Eclipses de Luna entre 2004 y 2030 |
| Fecha                              | Hora UTC (hh:mm)                   | Tipo                               | Nodo                               | Saros                              | Gamma                              | Magnitud                           | Magnitud                           | Duración (min)                     | Duración (min)                     | Posición de la Luna                | Posición de la Luna                | Contactos UTC (hh:mm)              | Contactos UTC (hh:mm)              | Contactos UTC (hh:mm)              | Contactos UTC (hh:mm)              | Gráfico                            | Visibilidad                        | Fotos                              |
| Fecha                              | Máximo                             | Tipo                               | Nodo                               | Saros                              | Gamma                              | Pen.                               | Umb.                               | Par.                               | Tot.                               | Asc.                               | Decl.                              | U1                                 | U2                                 | U3                                 | U4                                 | Gráfico                            | Visibilidad                        | Fotos                              |
| ---------------------------------- | ---------------------------------- | ---------------------------------- | ---------------------------------- | ---------------------------------- | ---------------------------------- | ---------------------------------- | ---------------------------------- | ---------------------------------- | ---------------------------------- | ---------------------------------- | ---------------------------------- | ---------------------------------- | ---------------------------------- | ---------------------------------- | ---------------------------------- | ---------------------------------- | ---------------------------------- | ---------------------------------- |
|                                    |                                    |                                    |                                    |                                    |                                    |                                    |                                    |                                    |                                    |                                    |                                    |                                    |                                    |                                    |                                    |                                    |                                    |                                    |
| 4 de mayo de 2004                  | 20:30                              | Total                              | D                                  | 131                                | −0.313                             | 2288                               | 1309                               | 204                                | 76                                 | 14.81                              | −16.5                              | 18:48                              | 19:52                              | 21:08                              | 22:12                              |                                    |                                    |                                    |
| 28 de octubre de 2004              | 3:04                               | Total                              | A                                  | 136                                | 0.285                              | 2.39                               | 1313                               | 220                                | 82                                 | 2.18                               | 13.4                               | 1:14                               | 2:23                               | 3:45                               | 4:54                               |                                    |                                    |                                    |
| 24 de abril de 2005                | 9:55                               | Penumbral                          | D                                  | 141                                | −1089                              | 0.89                               | −0.138                             |                                    |                                    | 14.11                              | −13.9                              |                                    |                                    |                                    |                                    |                                    |                                    |                                    |
| 17 de octubre de 2005              | 12:03                              | Parcial                            | A                                  | 146                                | 0.98                               | 1084                               | 0.068                              | 58                                 |                                    | 1.47                               | 10.3                               | 11:34                              |                                    |                                    | 12:32                              |                                    |                                    |                                    |
|                                    |                                    |                                    |                                    |                                    |                                    |                                    |                                    |                                    |                                    |                                    |                                    |                                    |                                    |                                    |                                    |                                    |                                    |                                    |
| 14 de marzo de 2006                | 23:48                              | Penumbral                          | D                                  | 113                                | 1021                               | 1056                               | −0.056                             |                                    |                                    | 11.68                              | 3.1                                |                                    |                                    |                                    |                                    |                                    |                                    |                                    |
| 7 de septiembre de 2006            | 18:51                              | Parcial                            | A                                  | 118                                | −0.926                             | 1158                               | 0.19                               | 92                                 |                                    | 23.11                              | −6.7                               | 18:05                              |                                    |                                    | 19:37                              |                                    |                                    |                                    |
| 3 de marzo de 2007                 | 23:21                              | Total                              | D                                  | 123                                | 0.317                              | 2345                               | 1238                               | 222                                | 74                                 | 10.96                              | 6.9                                | 21:30                              | 22:44                              | 23:58                              | 1:12                               |                                    |                                    |                                    |
| 28 de agosto de 2007               | 10:37                              | Total                              | A                                  | 128                                | −0.214                             | 2478                               | 1481                               | 212                                | 90                                 | 22.45                              | −10                                | 8:51                               | 9:52                               | 11:22                              | 12:23                              |                                    |                                    |                                    |
| 20 de febrero de 2008              | 3:26                               | Total                              | D                                  | 133                                | −0.399                             | 2171                               | 1111                               | 206                                | 50                                 | 10.25                              | 10.5                               | 1:43                               | 3:01                               | 3:51                               | 5:09                               |                                    |                                    |                                    |
| 16 de agosto de 2008               | 21:10                              | Parcial                            | A                                  | 138                                | 0.565                              | 1862                               | 0.812                              | 188                                |                                    | 21.76                              | −12.9                              | 19:36                              |                                    |                                    | 22:44                              |                                    |                                    |                                    |
| 9 de febrero de 2009               | 14:38                              | Penumbral                          | D                                  | 143                                | −1064                              | 0.924                              | −0.083                             |                                    |                                    | 9.53                               | 13.5                               |                                    |                                    |                                    |                                    |                                    |                                    |                                    |
| 7 de julio de 2009                 | 9:39                               | Penumbral                          | A                                  | 110                                | −1491                              | 0.182                              | −0.908                             |                                    |                                    | 19.14                              | −23.9                              |                                    |                                    |                                    |                                    |                                    |                                    |                                    |
|                                    |                                    |                                    |                                    |                                    |                                    |                                    |                                    |                                    |                                    |                                    |                                    |                                    |                                    |                                    |                                    |                                    |                                    |                                    |
| 6 de agosto de 2009                | 0:39                               | Penumbral                          | A                                  | 148                                | 1357                               | 0.428                              | −0.662                             |                                    |                                    | 21.05                              | −15.6                              |                                    |                                    |                                    |                                    |                                    |                                    |                                    |
| 31 de diciembre de 2009            | 19:23                              | Parcial                            | D                                  | 115                                | 0.977                              | 1081                               | 0.082                              | 62                                 |                                    | 6.76                               | 24                                 | 18:52                              |                                    |                                    | 19:54                              |                                    |                                    |                                    |
| 26 de junio de 2010                | 11:38                              | Parcial                            | A                                  | 120                                | −0.709                             | 1603                               | 0.542                              | 164                                |                                    | 18.35                              | −24                                | 10:16                              |                                    |                                    | 13:00                              |                                    |                                    |                                    |
| 21 de diciembre de 2010            | 8:17                               | Total                              | D                                  | 125                                | 0.321                              | 2306                               | 1261                               | 210                                | 74                                 | 5.95                               | 23.7                               | 6:32                               | 7:40                               | 8:54                               | 10:02                              |                                    |                                    |                                    |
| 15 de junio de 2011                | 20:13                              | Total                              | A                                  | 130                                | 0.09                               | 2712                               | 1705                               | 220                                | 100                                | 17.59                              | −23.2                              | 18:23                              | 19:23                              | 21:03                              | 22:03                              |                                    |                                    |                                    |
| 10 de diciembre de 2011            | 14:32                              | Total                              | D                                  | 135                                | −0.388                             | 2212                               | 1111                               | 212                                | 52                                 | 5.14                               | 22.6                               | 12:46                              | 14:06                              | 14:58                              | 16:18                              |                                    |                                    |                                    |
| 4 de junio de 2012                 | 11:03                              | Parcial                            | A                                  | 140                                | 0.825                              | 1343                               | 0.376                              | 128                                |                                    | 16.86                              | −21.7                              | 9:59                               |                                    |                                    | 12:07                              |                                    |                                    |                                    |
| 28 de noviembre de 2012            | 14:33                              | Penumbral                          | D                                  | 145                                | −1087                              | 0.942                              | −0.183                             |                                    |                                    | 4.33                               | 20.5                               |                                    |                                    |                                    |                                    |                                    |                                    |                                    |
| 25 de abril de 2013                | 04:10                              | Penumbral                          | A                                  | 150                                | 1535                               | 0.016                              | -0.934                             |                                    |                                    | 16.15                              | −19.4                              |                                    |                                    |                                    |                                    |                                    |                                    |                                    |
|                                    |                                    |                                    |                                    |                                    |                                    |                                    |                                    |                                    |                                    |                                    |                                    |                                    |                                    |                                    |                                    |                                    |                                    |                                    |
| 25 de mayo de 2013                 | 20:07                              | Penumbral                          | A                                  | 112                                | -1012                              | 0.987                              | 0.015                              | 27                                 |                                    | 14.21                              | −14.4                              | 19:54                              |                                    |                                    | 20:21                              |                                    |                                    |                                    |
| 18 de octubre de 2013              | 23:50                              | Penumbral                          | D                                  | 117                                | 1151                               | 0.791                              | −0.267                             |                                    |                                    | 1.57                               | 11                                 |                                    |                                    |                                    |                                    |                                    |                                    |                                    |
| 15 de abril de 2014                | 7:46                               | Total                              | A                                  | 122                                | −0.302                             | 2344                               | 1296                               | 216                                | 78                                 | 13.56                              | −10                                | 5:58                               | 7:07                               | 8:25                               | 9:34                               |                                    |                                    |                                    |
| 8 de octubre de 2014               | 10:55                              | Total                              | D                                  | 127                                | 0.383                              | 2171                               | 1172                               | 200                                | 60                                 | 0.92                               | 6.3                                | 9:15                               | 10:25                              | 11:25                              | 12:35                              |                                    |                                    |                                    |
| 4 de abril de 2015                 | 12:00                              | Total                              | A                                  | 132                                | 0.446                              | 2105                               | 1005                               | 210                                | 12                                 | 12.89                              | −5.3                               | 10:15                              | 11:54                              | 12:06                              | 13:45                              |                                    |                                    |                                    |
| 28 de septiembre de 2015           | 2:47                               | Total                              | D                                  | 137                                | −0.33                              | 2254                               | 1282                               | 200                                | 72                                 | 0.29                               | 1.5                                | 1:07                               | 2:11                               | 3:23                               | 4:27                               |                                    |                                    |                                    |
| 23 de marzo de 2016                | 11:47                              | Penumbral                          | A                                  | 142                                | 1159                               | 0.801                              | −0.308                             |                                    |                                    | 12.22                              | −0.3                               |                                    |                                    |                                    |                                    |                                    |                                    |                                    |
| 18 de agosto de 2016               | 9:42                               | Penumbral                          | D                                  | 109                                | 1559                               | -0.017                             | −0.993                             |                                    |                                    | 21.85                              | -11.4                              |                                    |                                    |                                    |                                    |                                    |                                    |                                    |
|                                    |                                    |                                    |                                    |                                    |                                    |                                    |                                    |                                    |                                    |                                    |                                    |                                    |                                    |                                    |                                    |                                    |                                    |                                    |
| 16 de septiembre de 2016           | 18:54                              | Penumbral                          | D                                  | 147                                | −1055                              | 0.933                              | −0.058                             |                                    |                                    | 23.67                              | −3.3                               |                                    |                                    |                                    |                                    |                                    |                                    |                                    |
|                                    |                                    |                                    |                                    |                                    |                                    |                                    |                                    |                                    |                                    |                                    |                                    |                                    |                                    |                                    |                                    |                                    |                                    |                                    |
| 26 de febrero de 2017              | 0:44                               | Penumbral                          | A                                  | 114                                | −1025                              | 1014                               | −0.03                              |                                    |                                    | 9.64                               | 13.1                               |                                    |                                    |                                    |                                    |                                    |                                    |                                    |
| 7 de agosto de 2017                | 18:20                              | Parcial                            | D                                  | 119                                | 0.867                              | 1315                               | 0.251                              | 116                                |                                    | 21.18                              | −15.4                              | 17:22                              |                                    |                                    | 19:18                              |                                    |                                    |                                    |
| 31 de enero de 2018                | 13:30                              | Total                              | A                                  | 124                                | −0.301                             | 2.32                               | 1321                               | 204                                | 76                                 | 8.93                               | 17                                 | 11:48                              | 12:52                              | 14:08                              | 15:12                              |                                    |                                    |                                    |
| 27 de julio de 2018                | 20:22                              | Total                              | D                                  | 129                                | 0.117                              | 2706                               | 1614                               | 236                                | 104                                | 20.47                              | −19                                | 18:24                              | 19:30                              | 21:14                              | 22:20                              |                                    |                                    |                                    |
| 21 de enero de 2019                | 5:12                               | Total                              | A                                  | 134                                | 0.369                              | 2193                               | 1201                               | 198                                | 62                                 | 8.21                               | 20.3                               | 3:33                               | 4:41                               | 5:43                               | 6:51                               |                                    |                                    |                                    |
| 16 de julio de 2019                | 21:31                              | Parcial                            | D                                  | 139                                | −0.643                             | 1729                               | 0.658                              | 178                                |                                    | 19.73                              | −21.9                              | 20:02                              |                                    |                                    | 23:00                              |                                    |                                    |                                    |
| 10 de enero de 2020                | 19:10                              | Penumbral                          | A                                  | 144                                | 1073                               | 0.921                              | −0.111                             |                                    |                                    | 7.45                               | 23                                 |                                    |                                    |                                    |                                    |                                    |                                    |                                    |
| 5 de junio de 2020                 | 4:30                               | Penumbral                          | D                                  | 149                                | −1364                              | 0.38                               | −0.638                             |                                    |                                    | 18.99                              | −24.1                              |                                    |                                    |                                    |                                    |                                    |                                    |                                    |
|                                    |                                    |                                    |                                    |                                    |                                    |                                    |                                    |                                    |                                    |                                    |                                    |                                    |                                    |                                    |                                    |                                    |                                    |                                    |
| 5 de julio de 2020                 | 19:25                              | Penumbral                          | D                                  | 111                                | 1.24                               | 0.594                              | -−0.399                            |                                    |                                    | 16.97                              | −21.5                              |                                    |                                    |                                    |                                    |                                    |                                    |                                    |
| 30 de noviembre de 2020            | 9:43                               | Penumbral                          | A                                  | 116                                | −1131                              | 0.855                              | −0.257                             |                                    |                                    | 4.48                               | 20.7                               |                                    |                                    |                                    |                                    |                                    |                                    |                                    |
| 26 de mayo de 2021                 | 11:19                              | Total                              | D                                  | 121                                | 0.477                              | 1979                               | 1016                               | 188                                | 18                                 | 16.24                              | −20.7                              | 9:45                               | 11:10                              | 11:28                              | 12:53                              |                                    |                                    |                                    |
| 19 de noviembre de 2021            | 9:03                               | Parcial                            | A                                  | 126                                | −0.455                             | 2098                               | 0.979                              | 210                                |                                    | 3.67                               | 19.2                               | 7:18                               |                                    |                                    | 10:48                              |                                    |                                    |                                    |
| 16 de mayo de 2022                 | 4:11                               | Total                              | D                                  | 131                                | −0.253                             | 2397                               | 1419                               | 208                                | 86                                 | 15.52                              | −19.3                              | 2:27                               | 3:28                               | 4:54                               | 5:55                               |                                    |                                    |                                    |
| 8 de noviembre de 2022             | 10:59                              | Total                              | A                                  | 136                                | 0.257                              | 2.44                               | 1363                               | 220                                | 86                                 | 2.9                                | 16.9                               | 9:09                               | 10:16                              | 11:42                              | 12:49                              |                                    |                                    |                                    |
| 5 de mayo de 2023                  | 17:23                              | Penumbral                          | D                                  | 141                                | −1035                              | 0.989                              | −0.041                             |                                    |                                    | 14.81                              | −17.2                              |                                    |                                    |                                    |                                    |                                    |                                    |                                    |
| 28 de octubre de 2023              | 20:14                              | Parcial                            | A                                  | 146                                | 0.947                              | 1143                               | 0.127                              | 80                                 |                                    | 2.16                               | 14.1                               | 19:34                              |                                    |                                    | 20:54                              |                                    |                                    |                                    |
|                                    |                                    |                                    |                                    |                                    |                                    |                                    |                                    |                                    |                                    |                                    |                                    |                                    |                                    |                                    |                                    |                                    |                                    |                                    |
| 25 de marzo de 2024                | 7:13                               | Penumbral                          | D                                  | 113                                | 1061                               | 0.982                              | −0.128                             |                                    |                                    | 12.34                              | −1.2                               |                                    |                                    |                                    |                                    |                                    |                                    |                                    |
| 18 de septiembre de 2024           | 2:44                               | Parcial                            | A                                  | 118                                | −0.979                             | 1062                               | 0.091                              | 64                                 |                                    | 23.77                              | −2.6                               | 2:12                               |                                    |                                    | 3:16                               |                                    |                                    |                                    |
| 14 de marzo de 2025                | 6:59                               | Total                              | D                                  | 123                                | 0.348                              | 2286                               | 1183                               | 218                                | 66                                 | 11.64                              | 2.7                                | 5:10                               | 6:26                               | 7:32                               | 8:48                               |                                    |                                    |                                    |
| 7 de septiembre de 2025            | 18:12                              | Total                              | A                                  | 128                                | −0.275                             | 2369                               | 1368                               | 210                                | 82                                 | 23.11                              | −6                                 | 16:27                              | 17:31                              | 18:53                              | 19:57                              |                                    |                                    |                                    |
| 3 de marzo de 2026                 | 11:33                              | Total                              | D                                  | 133                                | −0.377                             | 2.21                               | 1156                               | 208                                | 60                                 | 10.94                              | 6.4                                | 9:49                               | 11:03                              | 12:03                              | 13:17                              |                                    |                                    |                                    |
| 28 de agosto de 2026               | 4:13                               | Parcial                            | A                                  | 138                                | 0.497                              | 1.99                               | 0.935                              | 198                                |                                    | 22.44                              | −9.3                               | 2:34                               |                                    |                                    | 5:52                               |                                    |                                    |                                    |
| 20 de febrero de 2027              | 23:13                              | Penumbral                          | D                                  | 143                                | −1048                              | 0.952                              | −0.052                             |                                    |                                    | 10.24                              | 9.8                                |                                    |                                    |                                    |                                    |                                    |                                    |                                    |
| 17 de agosto de 2027               | 7:14                               | Penumbral                          | A                                  | 148                                | 1.28                               | 0.571                              | −0.521                             |                                    |                                    | 21.73                              | −12.4                              |                                    |                                    |                                    |                                    |                                    |                                    |                                    |
|                                    |                                    |                                    |                                    |                                    |                                    |                                    |                                    |                                    |                                    |                                    |                                    |                                    |                                    |                                    |                                    |                                    |                                    |                                    |
| 18 de julio de 2027                | 16:03                              | Penumbral                          | A                                  | 110                                | −1576                              | 0.028                              | −1063                              |                                    |                                    | 19.88                              | −22.3                              |                                    |                                    |                                    |                                    |                                    |                                    |                                    |
| 12 de enero de 2028                | 4:13                               | Parcial                            | D                                  | 115                                | 0.982                              | 1072                               | 0.072                              | 58                                 |                                    | 7.56                               | 22.7                               | 3:44                               |                                    |                                    | 4:42                               |                                    |                                    |                                    |
| 6 de julio de 2028                 | 18:19                              | Parcial                            | A                                  | 120                                | −0.79                              | 1453                               | 0.394                              | 142                                |                                    | 19.11                              | −23.3                              | 17:08                              |                                    |                                    | 19:30                              |                                    |                                    |                                    |
| 31 de diciembre de 2028            | 16:52                              | Total                              | D                                  | 125                                | 0.326                              | 2.3                                | 1252                               | 210                                | 72                                 | 6.77                               | 23.3                               | 15:07                              | 16:16                              | 17:28                              | 18:37                              |                                    |                                    |                                    |
| 26 de junio de 2029                | 3:22                               | Total                              | A                                  | 130                                | 0.013                              | 2852                               | 1849                               | 220                                | 102                                | 18.35                              | −23.3                              | 1:32                               | 2:31                               | 4:13                               | 5:12                               |                                    |                                    |                                    |
| 20 de diciembre de 2029            | 22:42                              | Total                              | D                                  | 135                                | −0.381                             | 2227                               | 1122                               | 214                                | 54                                 | 5.95                               | 23.1                               | 20:55                              | 22:15                              | 23:09                              | 0:29                               |                                    |                                    |                                    |
| 15 de junio de 2030                | 18:33                              | Parcial                            | A                                  | 140                                | 0.754                              | 1472                               | 0.508                              | 146                                |                                    | 17.61                              | −22.6                              | 17:20                              |                                    |                                    | 19:46                              |                                    |                                    |                                    |
| 9 de diciembre de 2030             | 22:27                              | Penumbral                          | D                                  | 145                                | −1073                              | 0.968                              | −0.159                             |                                    |                                    | 5.12                               | 21.9                               |                                    |                                    |                                    |                                    |                                    |                                    |                                    |

## Historia

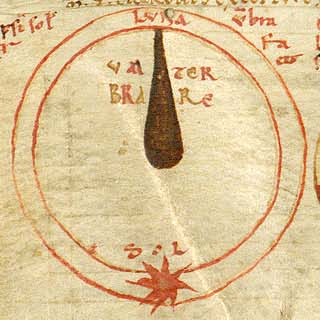
Representación de un eclipse lunar en un manuscrito del Commentarii iin Somnium Scipionis de Macrobio.

Aristóteles apoyó la esfericidad de la Tierra argumentando que la sombra de la Tierra sobre la Luna durante un eclipse lunar es redonda:

"Si no fuera de dicha forma, los eclipses de luna no presentarían semejantes secciones; en efecto, durante las fases mensuales (la luna) adopta realmente todas las formas sectoriales (es decir, va adoptando la forma de un (sector) rectilíneo, biconvexo y cóncavo), mientras que, con ocasión de los eclipses, tiene siempre como delimitación una línea convexa; por consiguiente, dado que se eclipsa debido a la interposición de la Tierra, será el perfil de la Tierra, al ser esférica, la causa de esa figura".
Sobre el cielo, 297b23–297b30

Lucrecio analizó las posibles causas de los eclipses en su poema De rerum natura. En él sugiere que podrían ser causados por la intervención de otros cuerpos celestes invisibles o por el propio oscurecimiento momentanio de dicho astro. Claudio Ptolomeo en su Almagesto hizo un recopilación y estudio de eclipses lunares de su época.

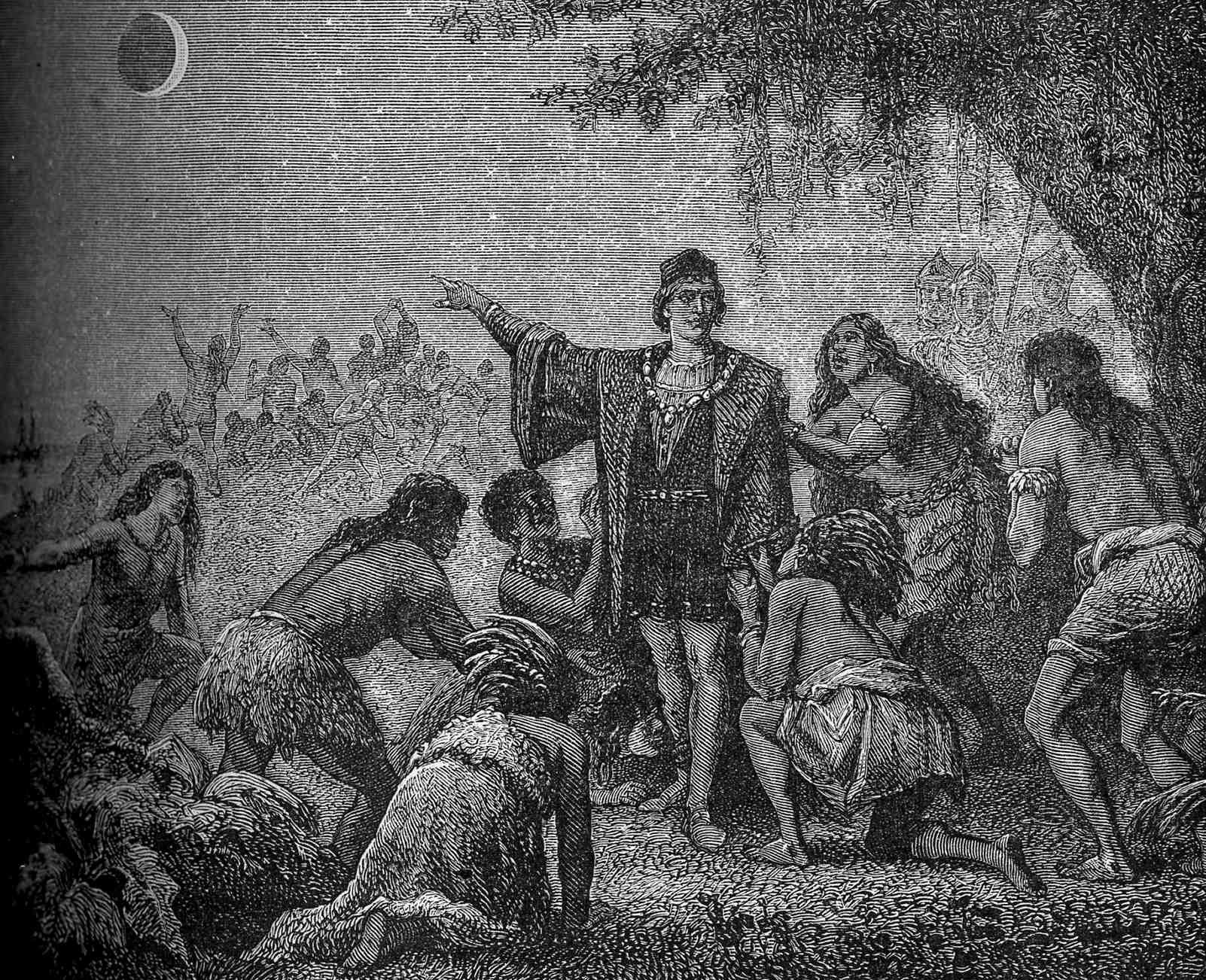
El 29 de febrero de 1504 hubo un eclipse lunar que Cristóbal Colón predijo que utilizó para asustar a los indígenas jamaicanos a su favor.

Cristóbal Colón, en su segundo viaje a La Española, observó el eclipse de Luna del 14 al 15 de septiembre de 1494, y comparando las horas del comienzo y fin del mismo con las registradas en las observaciones de Cádiz y São Vicente (Madeira) dedujo definitivamente la esfericidad de la Tierra ya descrita por Ptolomeo.
Valiéndose de las efemérides lunares, predijo y utilizó el eclipse lunar del 29 de febrero de 1504 para obtener de los indígenas de Jamaica los víveres que aquellos se negaban a proporcionarles.
Juan López de Velasco, que en 1572 fue nombrado cosmógrafo mayor del rey español Felipe II, redactó por encargo de este unas normas para la correcta observación en España y América del eclipse de Luna del año 1577 e ideó un instrumento especial para observarlo personalmente, remitiendo un modelo para que se pudiera construir fácilmente en todas partes. Por las observaciones realizadas se pudo precisar la longitud de muchos puntos geográficos.

## Mitología

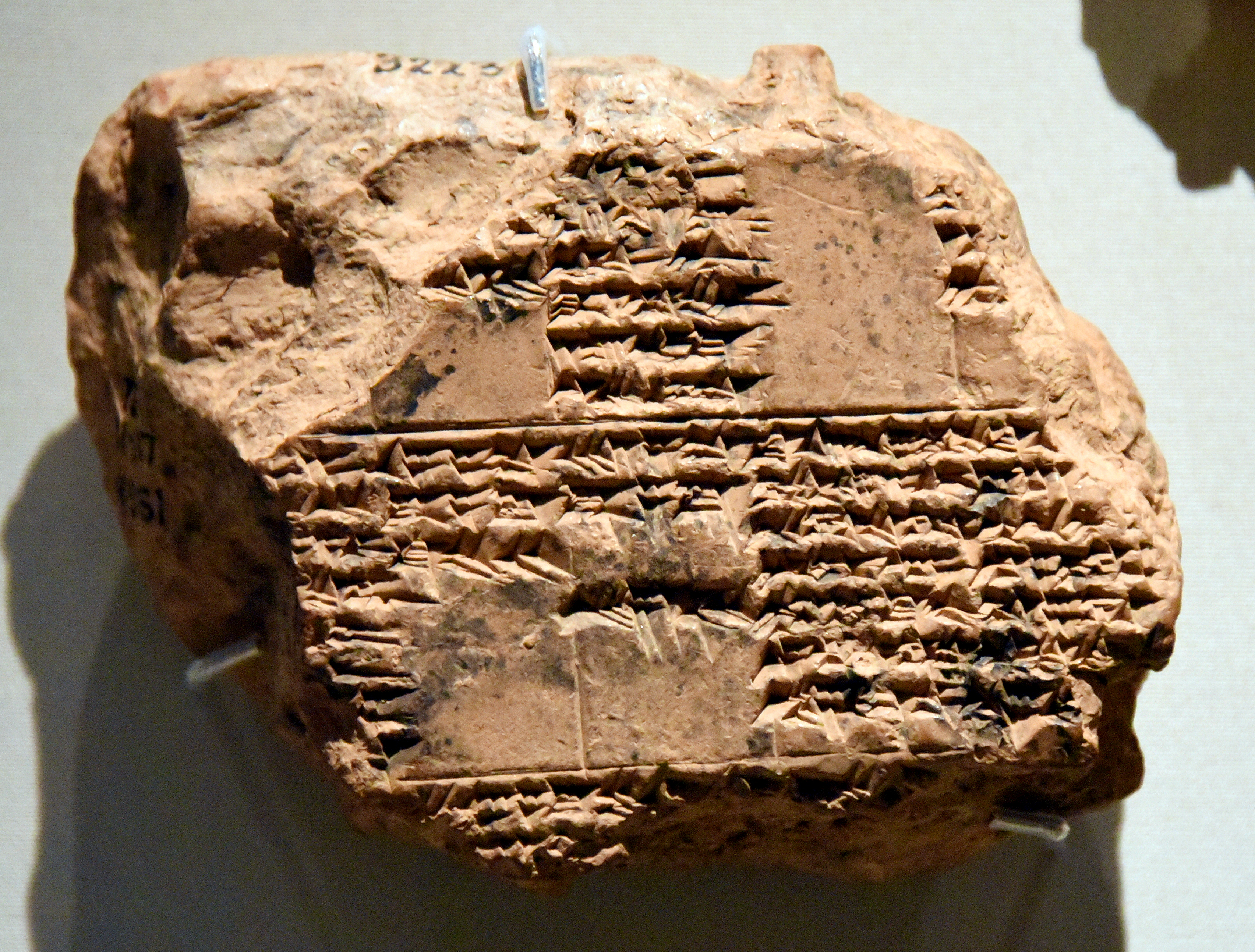
Tablilla de barro del con un texto cuneiforme que menciona el asesinato del rey aqueménida Jerjes I (r. 485-) por su hijo y un eclipse lunar (durante al menos 609-). Museo Británico.

Varias culturas tienen mitos relacionados con los eclipses lunares o aluden al eclipse lunar como un buen o mal augurio. Los egipcios vieron el eclipse como una cerda tragándose a la Luna por un corto tiempo; otras culturas ven el eclipse como la Luna siendo tragada por otros animales, como un jaguar en la tradición maya, o un mítico sapo de tres patas conocido como Chan Chu en China.[cita requerida] Algunas sociedades pensaron que era un demonio que se tragaba la Luna, y que podían ahuyentarlo arrojándole piedras y maldiciones. Algunos hindúes creen en la importancia de bañarse en el río Ganges después de un eclipse porque ayudará a alcanzar la salvación.

### India
Los hindúes a principios de nuestra era trataron de explicar los eclipses de luna mediante el mito de Rahu (que se cuenta en el Bhágavat Purana, entre otros). Los semidioses y los demonios batieron el océano de leche (uno de los siete exóticos océanos lejanos, dentro de este mismo planeta) para extraer el néctar de la inmortalidad. Cuando este se produjo, una forma femenina del dios Vishnú los hizo formar fila. Primero le entregaría un trago a cada semidiós y luego repartiría el resto entre los demonios.
Rahu entonces adoptó forma de semidiós para participar en la primera dosificación de néctar. Cuando le tocó su turno y levantó la copa para tomar una gota de néctar, Soma (dios de la Luna) se dio cuenta de la impostura y avisó a Vishnú, quien le cortó la cabeza al demonio con su disco chakra. Como Rahu ya tenía la gota de néctar en la boca, su cabeza se volvió inmortal, quedó colgada de la bóveda celeste y cada tanto se come a la Luna en venganza.
Cuando sucede un eclipse, los hindúes se ocultan temerosos en sus casas, ya que lo consideran un acontecimiento "inauspicioso" (a-shubha).

### Incas
Al igual que muchas culturas del mundo, los incas tuvieron su propia percepción sobre el advenimiento de los eclipses. Según las creencias de dicha civilización, la interpretación de los eclipses es veleidosa, pues se tienen explicaciones distintas para los eclipses solares y lunares; sin embargo, todas estas interpretaciones establecen dichos acontecimientos como señales infaustas.
Una de estas interpretaciones reza acerca de la existencia de dos monstruos estelares: un felino y una sierpe (presumiblemente un Qhoa y un Amaru). Estos seres celestiales eran enviados por el todopoderoso Illa Tiqsi (Apu Kon Illa Tiqsi Wiracocha) para exterminar al Sol y la Luna y, de esa manera, se consuma la destrucción del mundo. Este castigo divino era efectuado para hacer escarmentar al mismo Rey (el Sapa Inca) por sus pecados y/o transgresiones cometidas.
Asimismo, se detalla acerca de las terribles consecuencias que azotarán al mundo en el caso de que las bestias estelares lograsen devorar a la Luna. Si los animales celestiales llegasen a consumar su objetivo, lo que acontecería es un mundo inmerso en completa oscuridad y, posteriormente, todos los instrumentos del hombre y la mujer se transformarían en animales salvajes que destruirían a la humanidad.
Para neutralizar las perniciosas intenciones de las bestias divinas, los incas congregaban a todos: las mujeres y los niños daban grandes alaridos y lloraban con muy apesadumbrados gimoteos; los perros eran forzados a que también aullarán de tristeza (porque decían que las lágrimas y suspiros de los inocentes son muy afectos al Supremo Creador); la gente se plantaba en posición de guerra y, acompañados del atronador sonido de bocinas y tambores, tiraban muchas saetas y piedras hacia la Luna, haciendo ademanes de herir al felino y a la serpiente (los incas tenían la creencia de que esta era la manera de asombrar y ahuyentar a las bestias divinas, frustrando así sus intentos de devorar a la Luna).

### Mesopotamia
Los antiguos mesopotámicos creían que un eclipse lunar era cuando la Luna estaba siendo atacada por siete demonios. Sin embargo, este ataque fue más que uno en la Luna, ya que los mesopotámicos vincularon lo que sucedió en el cielo con lo que sucedió en la tierra, y debido a que el rey de Mesopotamia representaba la tierra, se pensó que los siete demonios también estaban atacando al rey. Para evitar este ataque al rey, los mesopotámicos hicieron que alguien se hiciera pasar por el rey para que fuera atacado en lugar del verdadero rey. Después de que terminó el eclipse lunar, se hizo desaparecer al rey sustituto (posiblemente por envenenamiento).

### China
En algunas culturas chinas, la gente tocaba campanas para evitar que un dragón u otros animales salvajes mordieran la Luna. En el siglo XIX, durante un eclipse lunar, la armada china disparó su artillería debido a esta creencia. Durante la dinastía Zhou (c. 1046–256 a. C.) en el Libro de los Cantares, se creía que la vista de una Luna Roja envuelta en la oscuridad presagiaba hambruna o enfermedad.